# Palau Gener i Batet
El Palau Gener i Batet conegut també com La Residència és un edifici de l'Arboç (Baix Penedès) protegit com a Inventari del Patrimoni Arquitectònic de Catalunya i també és catalogat com a Bé Cultural d'Interès Local al POUM de L'Arboç (maig de 2009).

## Descripció
És un edifici de tres plantes, dividit verticalment en cinc franges, de les quals la central i les dues laterals, de més amplada, són rematades per una quarta planta coronada per una torre vuitavada amb cúpula. Les diverses plantes són també separades horitzontalment per cornises.
Els baixos presenten una porta d'arc rebaixat amb escalinata i dues finestres d'arc rebaixat per banda. El pis noble presenta, al centre, una gran balconada de tres portes balconeres de llinda, rematada per un trencaaigües amb una bonica guarnició. A cada banda hi ha una porta balconera de llinda amb la típica guarnició al trencaaigües. Al costat més exterior es pot veure un balcó amb barana de ferro forjat. El tercer pis presenta dues finestres quadrades, una a cada extrem. Aquesta planta és rematada per una barana de balustres de pedra, sobre la qual s'alça de forma alternada la quarta planta ja esmentada anteriorment.

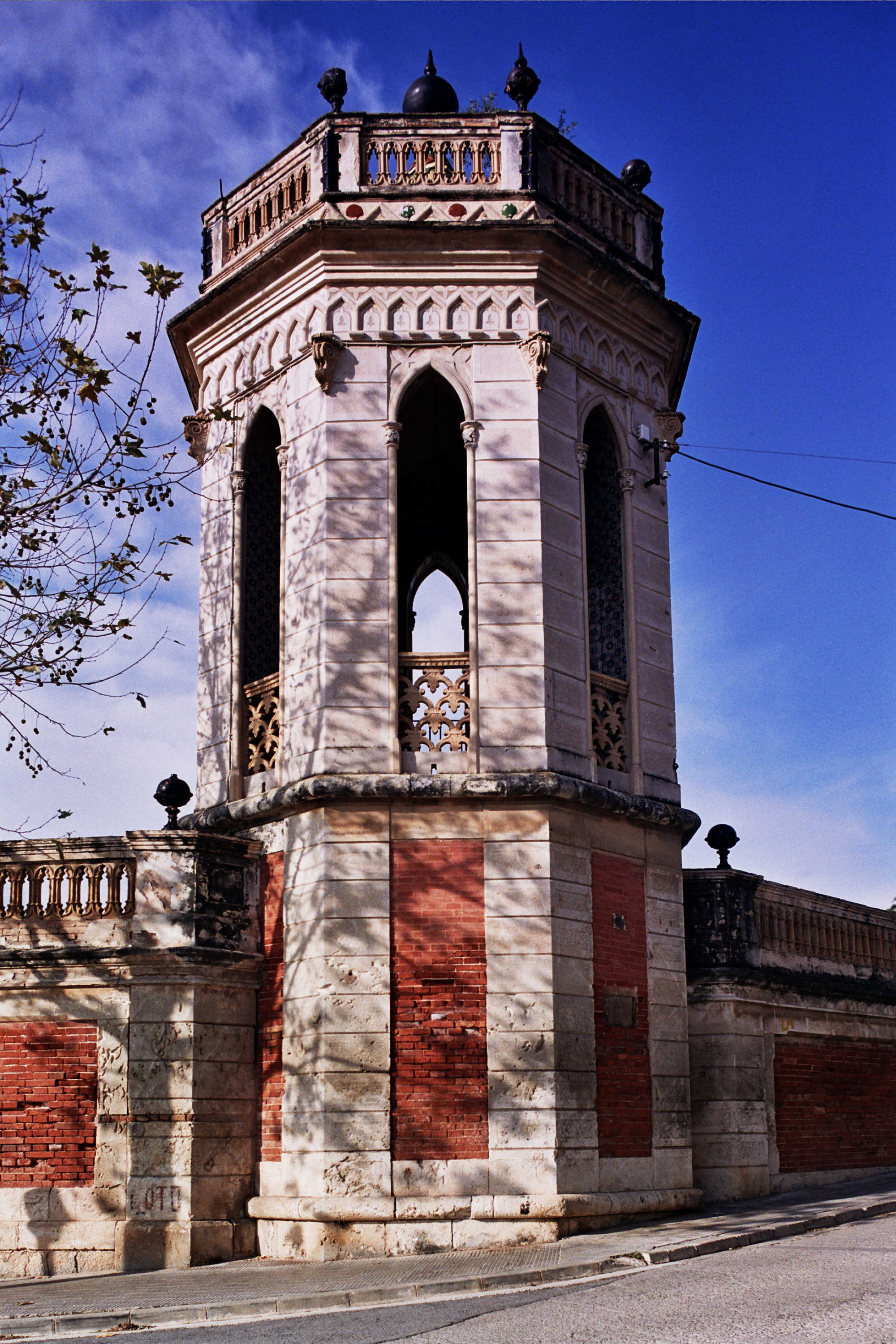
Torre a la cantonada de l'avinguda de l'Abat Josep Freixas i la via Augusta

L'edifici de la residència fou construït en dues etapes: 1877 i 1889. La part del 1877 dona al Passeig Panxita i té tres plantes separades per cornises. Els baixos presenten de forma alternada dues portes de fusta d'arc rebaixat. El segon pis té, al mig, un balcó de dues portes balconeres sostingut per mènsules i, a cada costat, un balcó d'una sola porta balconera. Totes elles són d'arc rebaixat i trencaaigües horitzontal. Les golfes presenten una sèrie de finestres rectangulars i a sobre hi ha una cornisa sostinguda per mènsules i una barana de pedra. Al centre del terrat hi ha una torratxa rectangular on destaquen unes arcuacions cegues i unes finestres geminades que tenen un trencaaigües en forma d'arc conopial.

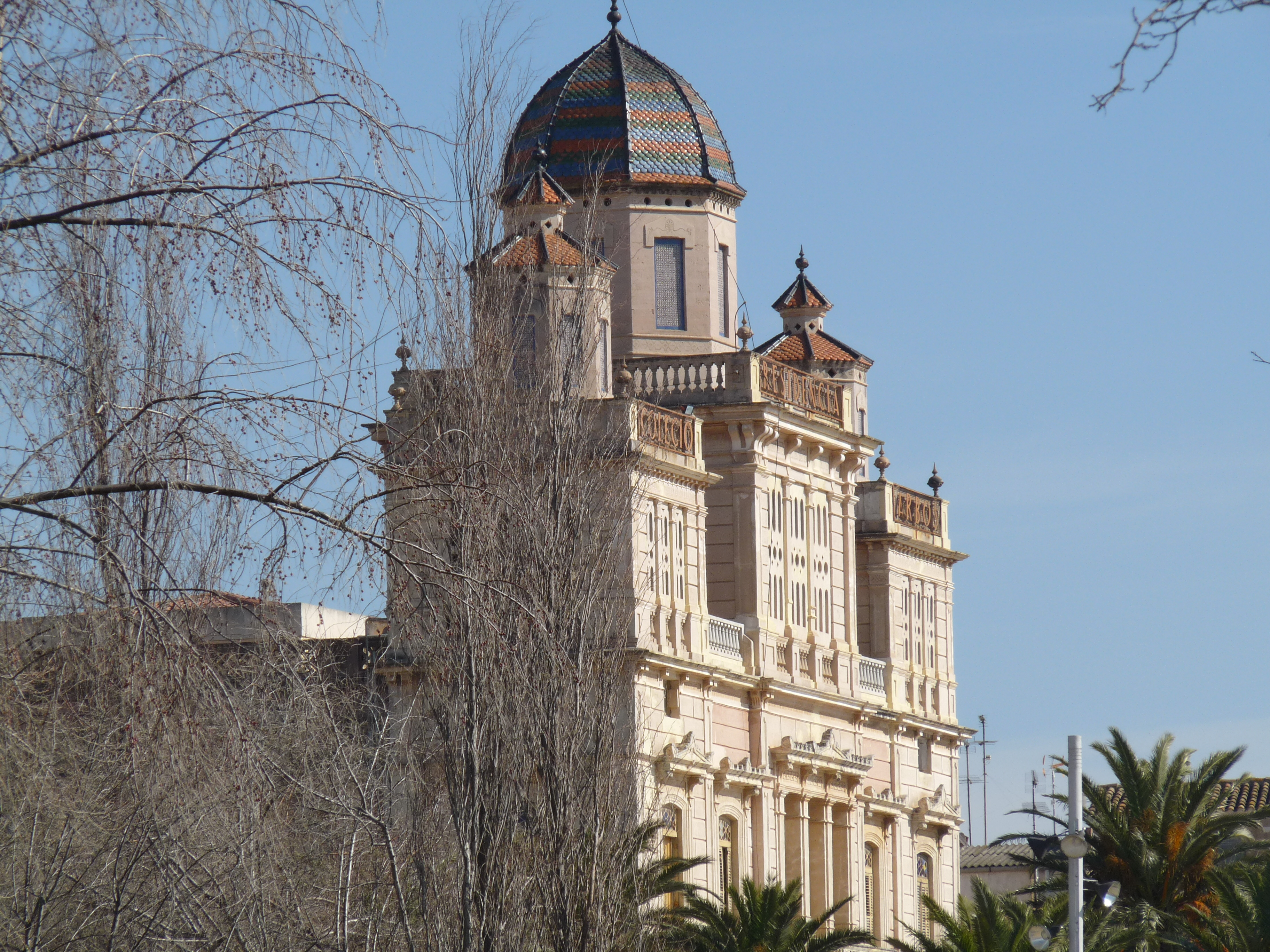
Vista lateral actual del Palau Gener i Batet

L'aula magna és una habitació de planta rectangular que dona al Passeig de Panxita. Hi ha un impressionant enteixinat amb cassetons i una franja lateral superior amb relleus de dracs alats i a la part inferior arquets. L'habitació té quatre portes i dos balcons, fets de fusta treballada primorosament. Cal dir però que la porta de la part superior és tapiada i que se n'obrí una de petita al costat utilitzant part de la fulla de la primera porta. L'enteixinat és fet de guix i pintat a sobre. Només són de fusta les portes, que presenten una cornisa rematada per una guarnició a la part de la llinda. Destaca un sòcol de marbre de color rosa.
L'actual Aula Magna era l'antic menjador dels Gener i després fou el refectori dels salesians. Es parla de l'existència d'una llarga taula que ocupava tota la sala. Els salesians foren els que tapiaren la porta superior per a posar-hi un altar i els que construïren la petita porta lateral, fent malbé la porta gran. També canviaren el llum del sostre per l'actual.
Les dues torres estan situades als extrems de les instal·lacions esportives de l'antic palau Gener. Estan formades per dos pisos separats per cornisa i presenten una planta poligonal. La primera planta té una portalada d'arc d'ogiva i és decorada per bandes alternades de carreus regulars i de maó. La segona planta consta de set finestres ogivals amb barana a la part inferior que descriu uns dibuixos geomètrics i una decoració mitjançant unes arcuacions cegues a la part superior. És rematada per una cornisa i una barana de pedra amb pinacles que voreja un petit terrat amb una estructura al centre en forma de con i rematada per un pinacle de bola.

## Història

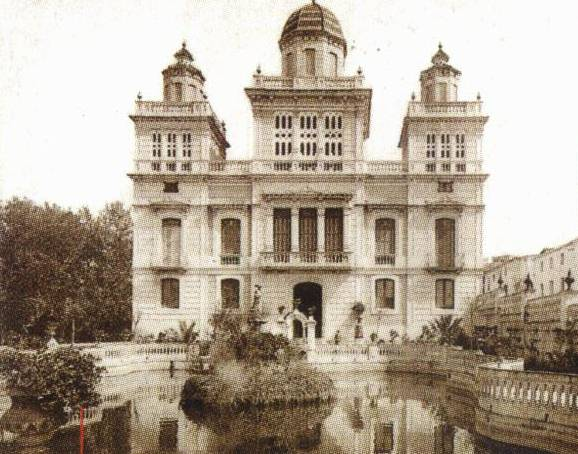
Façana i llac del Palau Gener i Batet a principis del segle XX

Aquest emblemàtic edifici fou manat construir l'any 1873 com a residència de l'indià Josep Gener i Batet. El 1877 es construí el cos que s'obre al passeig Panxita i a la rambla Gener i el 1889, el cos que s'obre cap al jardí.. Avui dia encara es pot veure la diferència entre els dos edificis en la façana lateral que dona al Passeig de Panxita; també l'existència d'unes canaleres a l'interior corroboren en doble origen de l'edifici.
El seu constructor i propietari fou també J. Gener i Batet. Aquest residí a Cuba durant uns anys i publicà Proyecto para resolver la grave cuestión económica de la isla de Cuba (1873). Després, en arribar a l'Arboç, es convertí en un mecenes, ja que patrocinà la portada d'aigües a la vila, la primera urbanització del Raval (actualment Rambla Gener), el paviment i basament de l'antic altar major de la parròquia, etc.
El 1949 els Salesians van comprar l'edifici per a destinar-lo a noviciat. Els anys 50 es portaren a terme les reformes necessàries per a adaptar l'edifici a la seva nova funció. Finalment, el 1969 l'edifici es destina a col·legi-residència i als anys 70 del segle XX el jardí i estany originals són substituïts per una piscina i pistes poliesportives.